# Clásico Club Hípico de Santiago
El Clásico Club Hípico de Santiago Falabella (llamado así por motivos de patrocinio), es una carrera de Grupo I, que se disputa anualmente en el hipódromo homónimo, es considerado el Clásico Institucional y se le llama "El Clásico que está de Moda", aludiendo al antiguo eslogan de la tienda Falabella.
Solía disputarse entre los meses de abril y mayo, sin embargo, en 2020 producto de la Pandemia Por Coronavirus esta prueba se disputó en noviembre. Desde 2022, esta carrera se corre el último domingo de mayo, coincidiendo con las actividades por el Día de los Patrimonios en Chile. Este clásico se corrió por primera vez en 1903 en distancia de 1300 metros. Posteriormente en 1908 su distancia aumentó a 1800 metros y en 1909 bajó nuevamente a 1600 metros. Actualmente se corre en distancia de 2000 metros y grandes caballos como Grimsby, Filibustero, Prologo, Patio de Naranjos, Ballistic, Last Impact y el cuádruple ganador Papelón, se han inscrito en la historia de esta prueba.

## Récords
Récord de la distancia: 
- Sin Respeto (2011) con 1.55.09

Jinete con más triunfos
- 5 - Luis Torres (1992, 2004, 2010, 2013, 2014)

Preparador con más triunfos
- 6 - Patricio Baeza (1989, 2008, 2009, 2015, 2017, 2020)

Criador con más triunfos
- 5 - Haras Matancilla (1991, 1994, 1997, 2001, 2003)
- 5 - Haras San Patricio (2006, 2010, 2012, 2013, 2014)
- 5 - Haras Don Alberto (2008, 2009, 2017, 2018, 2019)

## Ganadores del Clásico
Los siguientes son los ganadores de la prueba desde 1989.
| Año  | Caballo                | Jinete             | Preparador           | Stud              | Haras        | Tiempo  |
| ---- | ---------------------- | ------------------ | -------------------- | ----------------- | ------------ | ------- |
| 1989 | Asturiano              | Sergio Azócar      | Patricio Baeza A.    | Incognito         | Santa Isabel | 2.01.03 |
| 1990 | Carismático            | Anyelo Rivera      | Delfín Bernal G.     | Blackie           | De Pirque    | 2.00.04 |
| 1991 | Presidencial           | Sergio Vásquez     | Antonio Bullezú M.   | Choapa            | Matancilla   | 2.05.00 |
| 1992 | Sagitaire              | Luis Torres        | Antonio Bullezú M.   | San Francisco     | Limachito    | 2.09.00 |
| 1993 | Sambenito              | Sergio Vásquez     | Juan Cavieres A.     | Cerro Amarillo    | Villa Rosa   | 1.57.04 |
| 1994 | Marinpolo              | Patricio Rivera    | Francisco Castro C.  | Macarena          | Matancilla   | 1.58.00 |
| 1995 | Patio de Naranjos      | Pedro Santos       | Alfredo Bagú R.      | Green Bay         | Santa Olga   | 2.00.00 |
| 1996 | Comodato               | Johann Albornoz    | Alberto López P.     | Botánico          | Mocito Guapo | 1.58.03 |
| 1997 | Florido                | Víctor Mansilla    | Óscar González G.    | La Cumparsita     | Matancilla   | 1.57.01 |
| 1998 | Prince Albert II (Arg) | Anyelo Rivera      | Antonio Abarca G.    | Haras El Peumo    | El Peumo     | 1.58.04 |
| 1999 | Gruñido                | Víctor Mansilla    | Juan Silva G.        | Vendaval          | Paso Nevado  | 1.58.02 |
| 2000 | Deborah                | Luis Muñoz         | José T. Allende F.   | Santa Amelia      | Santa Amelia | 1.58.00 |
| 2001 | Guacate                | Pedro Santos       | Pedro Melej R.       | San Gerónimo      | Matancilla   | 2.02.03 |
| 2002 | Ballistic              | Anyelo Rivera      | Juan Cavieres A.     | El Cedro          | Carioca      | 2.06.04 |
| 2003 | Crisantemo             | Luis Muñoz         | Emilio Quiroga I.    | Guzo              | Matancilla   | 2.00.00 |
| 2004 | Port Royal             | Luis Torres        | Domingo Matte D.     | Pinky             | Escocia      | 2.01.02 |
| 2005 | Ángel de Madrid        | David Sánchez      | Gerardo Silva B.     | Constanza         | Santa Amelia | 2.06.04 |
| 2006 | Marsilio Ficino        | Richard Castillo   | Carlos Urbina H.     | La Campaña        | San Patricio | 1.58.03 |
| 2007 | Gran Bastián           | Anyelo Rivera      | Pedro Polanco B.     | Hermanos Díaz     | Mocito Guapo | 1.56.08 |
| 2008 | Staccato               | Gonzalo Ulloa      | Patricio Baeza A.    | Carillanca        | Don Alberto  | 1.58.05 |
| 2009 | Last Impact            | Héctor I. Berríos  | Patricio Baeza A.    | Agrícola Rapallo  | Don Alberto  | 1.57.04 |
| 2010 | Papelón                | Luis Torres        | Carlos Urbina H.     | Kekita            | San Patricio | 1.56.00 |
| 2011 | Sin Respeto            | Gonzalo Ulloa      | Alejandro Aguado C.  | Matriarca         | Carioca      | 1.55.09 |
| 2012 | Papelón                | Fernando Díaz      | Carlos Urbina H.     | Kekita            | San Patricio | 2.03.02 |
| 2013 | Papelón                | Luis Torres        | Carlos Urbina H.     | Kekita            | San Patricio | 2.02.02 |
| 2014 | Papelón                | Luis Torres        | Carlos Urbina H.     | Kekita            | San Patricio | 2.02.61 |
| 2015 | El Bromista            | Guillermo Pontigo  | Patricio Baeza A.    | Burlesco          | Paso Nevado  | 1.58.02 |
| 2016 | Kitcat                 | Gonzalo Ulloa      | Juan C. Silva S.     | Vendaval          | Paso Nevado  | 1.56.91 |
| 2017 | Top Casablanca         | Héctor I. Berríos  | Patricio Baeza A.    | Carillanca        | Don Alberto  | 2.01.67 |
| 2018 | Nuevo Maestro          | Jorge L. Vergara   | Guillermo Aguirre A. | Haras Don Alberto | Don Alberto  | 1.57.73 |
| 2019 | Tamburo di Oro         | Jeremy Laprida     | Guillermo Aguirre A. | El Tata           | Don Alberto  | 1.59.96 |
| 2020 | Toplucky               | Kevin Espina       | Patricio Baeza A.    | Quinchao          | Paso Nevado  | 2.01.66 |
| 2021 | Succeso                | Jaime Medina       | Patricio Baeza A.    | Don Mario         | Don Alberto  | 1.59.28 |
| 2022 | Viejos Tiempos         | Javier I. Guajardo | Patricio Baeza A.    | Don Gato          | Don Alberto  | 1.59.04 |
| 2023 | Lukka                  | Jorge A. González  | Patricio Baeza A.    | Haras Jockey      | Don Alberto  | 1.59.11 |
| 2024 | Frateli La Vita        | Luis Torres        | Luis A. Gutiérrez P. | Rey Santino Diez  | Don Alberto  | 2.03.18 |
| 2025 | Gran Oriente           | Joaquín Herrera    | José Álvarez D.      | Don Simón         | Paso Nevado  | 1.57.71 |

## Última edición
El domingo 25 de mayo de 2025, se realizó una versión más del Clásico Club Hípico de Santiago Falabella Grupo I, imponiéndose el ejemplar Gran Oriente, (hijo de Classic Empire), derrotando a Día de Otoño, en tercera ubicación se ubicó su compañero de colores Medjool, en cuarta posición llegó Cassis Violeta y la tabla la cerró Torna. Gran Oriente fue conducido por Joaquín Herrera quién ganó por sexta vez este clásico, fue preparado por José Álvarez D., pertenece al stud "Don Simón" y fue criado por el Haras Paso Nevado.